# Браунделл (Техас)
Браунделл (англ. Browndell) — місто (англ. city) в США, в окрузі Джеспер штату Техас. Населення — 160 осіб (2020).

## Географія
Браунделл розташований за координатами 31°7′31″ пн. ш. 93°58′48″ зх. д. / 31.12528° пн. ш. 93.98000° зх. д. (31.125373, -93.980137).  За даними Бюро перепису населення США в 2010 році місто мало площу 6,33 км², уся площа — суходіл.

## Демографія
Згідно з переписом 2010 року, у місті мешкало 197 осіб у 74 домогосподарствах у складі 61 родини. Густота населення становила 31 особа/км².  Було 116 помешкань (18/км²).
Расовий склад населення:
| - 49,7 % — білих - 45,2 % — чорних або афроамериканців - 1,0 % — осіб інших рас |

До двох чи більше рас належало 4,1 %. Частка іспаномовних становила 3,6 % від усіх жителів.
За віковим діапазоном населення розподілялося таким чином: 23,9 % — особи молодші 18 років, 52,2 % — особи у віці 18—64 років, 23,9 % — особи у віці 65 років та старші. Медіана віку мешканця становила 42,2 року. На 100 осіб жіночої статі у місті припадало 97,0 чоловіків;  на 100 жінок у віці від 18 років та старших — 85,2 чоловіків також старших 18 років.
За межею бідності перебувало 32,3 % осіб, у тому числі 34,1 % дітей у віці до 18 років та 37,7 % осіб у віці 65 років та старших.
Цивільне працевлаштоване населення становило 37 осіб. Основні галузі зайнятості: мистецтво, розваги та відпочинок — 37,8 %, освіта, охорона здоров'я та соціальна допомога — 27,0 %, виробництво — 8,1 %, оптова торгівля — 5,4 %.